# 大平町蔵井
大平町蔵井（おおひらまちくらい）は、栃木県栃木市の大字。郵便番号は329-4403。
　

## 地理
栃木市の中部、大平地域の北部に位置している。東は大平町横堀・大平町上高島、南は大平町真弓、西は大平町富田、北は大平町下皆川・大平町川連・大平町土与とそれぞれ接している。西部に南北に永野川が流れており、その西側に栃木市立大平中学校などの公共施設が密集している。

## 歴史
- 1889年（明治22年）4月1日 - 町村制施行により、上高島村、下高島村、北武井村、横堀村、牛久村、土与村、川連村、蔵井村、真弓村が合併し瑞穂村が成立、瑞穂村蔵井となる。
- 1956年（昭和31年）9月30日 - 瑞穂村が富山村、水代村と合併し大平村が成立、大平村蔵井となる。
- 1961年（昭和36年）11月3日 - 大平村が町制施行し大平町が成立、大平町蔵井となる。
- 2010年（平成22年）3月29日 - 大平町が栃木市（旧）、藤岡町、都賀町と合併し栃木市（新）が成立。同時に地域自治区「大平町」が設置され、栃木市大平町蔵井となる。

## 世帯数と人口
2017年（平成29年）8月31日現在の世帯数と人口は以下の通りである。
| 大字       | 世帯数  | 人口    |
| ---------- | ------- | ------- |
| 大平町蔵井 | 446世帯 | 1,161人 |

## 施設
- 栃木市立大平中学校
- 栃木市大平図書館
- 栃木市大平体育館
- 栃木市大平武道館
- 栃木市大平公民館
- 栃木市大平文化会館
- 栃木市大平児童館
- 栃木消防署大平分署
- 大平町商工会館
- 栃木市大平勤労青少年ホーム

## 道路
- 栃木県道252号蛭沼川連線

## 小・中学校の学区
市立小・中学校に通う場合、学区は以下の通りとなる。
| 学区 | 小学校               | 中学校             |
| ---- | -------------------- | ------------------ |
| 全域 | 栃木市立大平東小学校 | 栃木市立大平中学校 |